# دوري الرغبي الرئيسي
دوري الرغبي الرئيسي (بالإنجليزية: Major League Rugby)‏ أو اختصاراً MLR هو دوري اتحاد الرغبي للمحترفين في أمريكا الشمالية.تم إنشاء الدوري في 2017 وأنطلق أول موسم له في 2018.
يتكون الدوري حالياً من 12 فريق 11 منهم في الولايات المتحدة و واحد في كندا.